# Lewan Panzulaia
Lewan Panzulaia (georgisch ლევან ფანცულაია, * 26. Februar 1986 in Tiflis) ist ein georgischer Schachspieler. 

## Leben

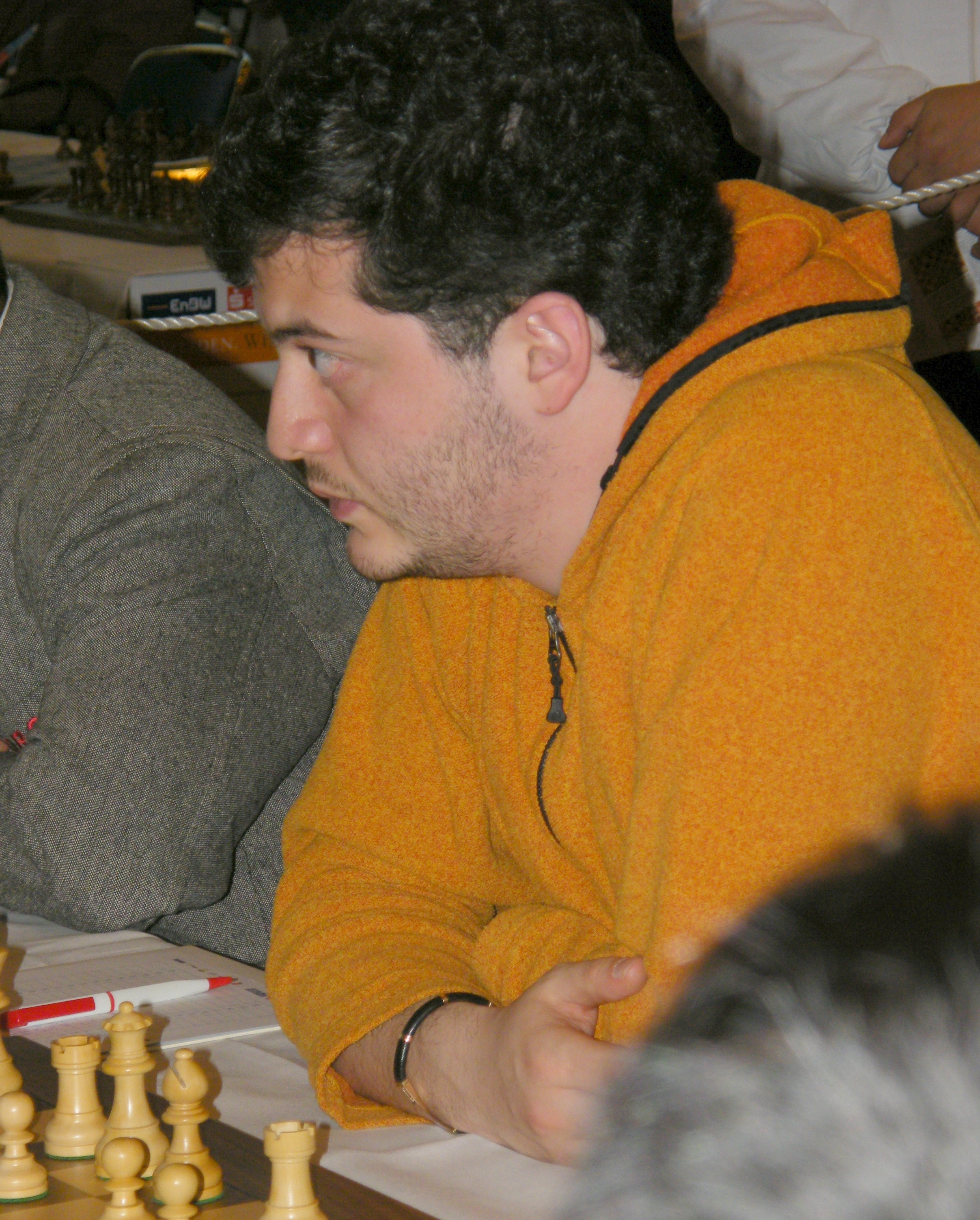
Lewan Panzulaia bei der Schacholympiade 2008 in Dresden

Im Jahre 2002 wurde er U-16-Weltmeister. Seinen bislang größten Erfolg konnte er 2007 feiern, als er das Dubai Open vor dem punktgleichen Qədir Hüseynov gewann. 2008 und 2021 wurde er in Tiflis georgischer Einzelmeister.
2005 nahm er am Schach-Weltpokal teil. Durch Siege gegen Vadim Milov und Surya Shekhar Ganguly erreichte er die dritte Runde, in der er an Boris Gelfand scheiterte.
Panzulaia ist seit 2005 Großmeister. Die erforderlichen Normen erfüllte er (alle mit Übererfüllung) im August und September 2003 beim European Izmir Economy University Grandprix, einen Monat später beim European Club Cup in Rethymno sowie im Juni 2005 bei der europäischen Einzelmeisterschaft in Warschau. Im Februar 2015 liegt er hinter Baadur Dschobawa auf dem zweiten Platz der georgischen Eloliste.

## Mannschaftsschach
Panzulaia nahm mit der georgischen Nationalmannschaft an den Schacholympiaden 2006, 2008, 2010, 2012 und 2014 teil, außerdem an der Mannschaftsweltmeisterschaft 2005 sowie den Mannschaftseuropameisterschaften 2005, 2007, 2009, 2011 und 2013. Er erreichte 2007 in Iraklio das drittbeste Einzelergebnis am dritten Brett.
Am European Club Cup nahm er 2003 mit Tiflis sowie 2005 mit I&A Tiflis teil und erreichte 2003 das zweitbeste Ergebnis am sechsten Brett. In der spanischen Mannschaftsmeisterschaft spielte er 2007 für CA Cuna de Dragones-Ajoblanco Mérida. Die schwedische Mannschaftsmeisterschaft gewann Panzulaia 2018 mit Malmö AS.